# Кадыров, Ашурмат
Ашурмат Кадыров (тадж. Ашӯрмат Қодиров; 1907 год — февраль 1991 года) — таджикский советский государственный и хозяйственный деятель, председатель колхоза имени Булганина Сталинабадского района Таджикской ССР. Герой Социалистического Труда (1957). Депутат Верховного Совета Таджикской ССР.

## Биография
Родился в 1907 году в крестьянской семье в кишлаке Шахиди Кариянтоки (сегодня — Канибадамский район). Трудовую деятельность начал в колхозе имени Ворошилова. Трудился рядовым колхозником, извозчиком арбы, бригадиром в этом же колхозе.
В 1931 году обучался на годичных курсах партийной школы. В 1932 году поступил на учёбу Коммунистического университете Центральной Азии. После получения образования трудился бригадиром, начальником приёмно-закупочного пункта хлопка-сырца в кишлаке Кичкак Канибадамского района. С 1938 года — директор Канибадамской МТС. В 1938 году вступил в ВКП(б).
С 1943 года — председатель райисполкома Канибадамского района, руководитель треста хлопководческих совхозов, с 1954 года — председатель Фархорского и Кушташского райисполкомов, с 1955 года — директор Ленинабадской МТС, председатель колхоза имени Булганина Сталинабадского района.
Вывел колхоз в число передовых хлопководческих хозяйств Сталинабадскогор района. Указом Президиума Верховного Совета СССР от 17 января 1957 года «за выдающиеся успехи, достигнутые в деле развития советского хлопководства, широкое применение достижений науки и передового опыта в возделывании хлопчатника и получение высоких и устойчивых урожаев хлопка-сырца» удостоен звания Героя Социалистического Труда с вручением Ордена Ленина и золотой медали Серп и Молот.
В 1959 году избран председателем колхоза «Коммунизм» Сталинабадского района.
Избирался депутатом Верховного Совета Таджикской ССР, Канибадамского районного и Ленинабадского областного Советов народных депутатов.
Скончался в результате продолжительной болезни в феврале 1991 года.
Награды
- Герой Социалистического Труда
- Орден Ленина
- Орден Трудового Красного Знамени
- Орден «Знак Почёта»